# 3950 Yoshida
A 3950 Yoshida (ideiglenes jelöléssel 1986 CH) a Naprendszer kisbolygóövében található aszteroida. S. Inoda és Urata Takesi fedezte fel 1986. február 8-án.